# فورست دبليو. سايمور
فورست دبليو. سايمور (بالإنجليزية: Forrest W. Seymour)‏ هو صحفي أمريكي، ولد في 10 يوليو 1905، وتوفي في 3 أكتوبر 1983.